# 須姓
须姓（须 古音：siu 相俞切）是中文姓氏之一，在《百家姓》中排第391位。在现代它是极罕见的姓氏。

## 起源
须姓有种来源：
1. 出自风姓，是以国为氏。《风俗通义》记载，太昊的后裔有须句国。春秋时被邾国占领，国君须句子逃往鲁国，不久之后复国。但随后又被鲁国灭亡。其遗民便以国为氏，是为须氏。
2. 出自姞姓，以国为氏。据《史记索隐》所载，商朝有密须国为周文王所灭，其国人便以国为氏，称密须氏，后又简化为须氏。

## 郡望
- 琅邪郡：秦始皇置，今山东东南一带。
- 渤海郡，三国曹魏时置，今河北南皮以北。

## 延伸阅读
[在维基数据编辑]
 《百家姓》
 《欽定古今圖書集成·明倫彙編·氏族典·須姓部》，出自陈梦雷《古今圖書集成》